# 松岭林业局
松岭林业局于1965年设立，1970年设区建制，从而形成政企合一体制，行政区划隶属于黑龙江省大兴安岭地区行政公署，企业隶属于中华人民共和国国家林业局大兴安岭林业集团公司。总经营面积13605420亩。

## 行政区划
松岭林业局下辖以下单位：
绿水林场、古源林场、大扬气林场、壮志林场、新天林场。